# Морішть
Морішть, Морішті (рум. Moriști) — село у повіті Клуж в Румунії. Входить до складу комуни Кожокна.
Село розташоване на відстані 315 км на північний захід від Бухареста, 14 км на схід від Клуж-Напоки.

## Населення
За даними перепису населення 2002 року у селі проживали 14 осіб, усі — румуни. Усі жителі села рідною мовою назвали румунську.